# Бузіате
Бузіате (італ. busiate) або бузіаті (італ. busiati) — це різновид довгої пасти, що походить із провінції Трапані та типові для регіонів Калабрії та Сицилії в Італії . Вони взяли свою назву від busa, сицилійське слово для стебла Ampelodesmos mauritanicus, місцевої трави, яка використовується для їх виготовлення та надання їм спіральної форми  .
Назва busiate може використовуватися для опису двох різних форм, хоча основна техніка намотування подібна:
- Busiate trapanesi традиційно готуються шляхом накручування пасма пасти по діагоналі навколо гілочки ampelodesmos[4].
- Maccheroni inferrati намотані вертикально навколо довгої шпильки, наприклад в’язальної спиці. Їх форма ближче до букатіні [1].

Busiate традиційно подають з pesto alla trapanese, соусом з мигдалю, помідорів, часнику та базиліка .

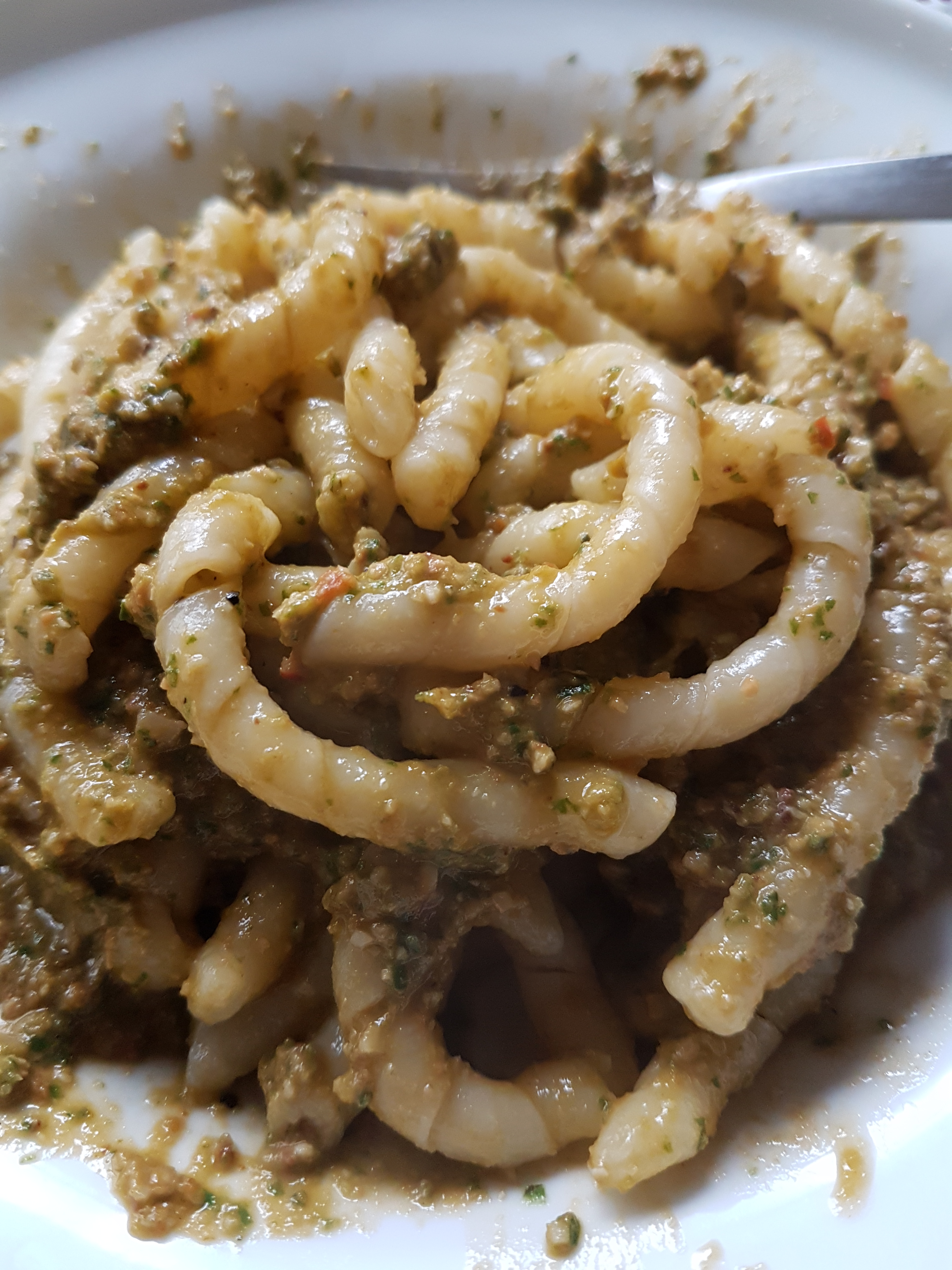
Бузіате подається з pesto alla trapanese